# Francesco Cacucci
Francesco Cacucci (* 26. dubna 1943, Bari) je italský římskokatolický kněz, který byl v letech 1999–2020 metropolitní arcibiskup v Bari-Bitontu.